# Családi kör (költemény)
A Családi kör Arany János népszerű verse, mely az 1848–49-es forradalom és szabadságharc utáni önkényuralom idején keletkezett,1851. április 10-én. Egy faluban élő gazdálkodással foglalkozó család békés nyári estéjét mutatja be a vers.

## Történelmi és életrajzi háttere
A Bach-korszak elején írta a verset, mely Arany lirizált kisepikájának egyik legismertebb és méltán népszerű verse. A benne lévő bensőséges idill teljesen más, mint az 1850-es évek más ilyen jellegű lírai költeményeié. 
Arany János szülei egyszerű paraszti életet éltek és ez a vers ezt a fajta békés falusi családi légkört, a mindennapokat és a gyermeki boldogságot mutatja be. Nem saját családjának a bemutatása a vers, de azért vannak életéből vett elemek, mint például a versben megjelenő csonka torony, ami szülőfalujának volt a jellegzetessége. Apaközpontú világával a Toldit idézi meg, és egyfajta hangulatos életképben ünnepi megvilágítást kap a család mindennapos együttléte, ahova a vendégként fogadott „béna harcfi” képében betör a történelmi valóság is.
A Családi kör először 1851-ben a Vahot Imre szerkesztette Losonci Phönix II. kötetében jelent meg. A forradalom és szabadságharc leverése utáni időszakban a vers nemzeti érzelmek felkorbácsolására is alkalmas sorait Vahot kérésének engedve átírta a költő.
11. versszak második felét és a 12. szakasz elejét eredetileg így írta meg az első változatban: 
Beszél a szabadság véres napjairul,

S keble áttüzesül és arca felpirul,

Beszél azokról is — szemei könnyben úsznak —

Kikkel más hazájába bujdosott… koldusnak.

## Motívumok
A tűz visszatérő elem a versben:
- A tüzelő fénye oly hívogatóan süt ki a sövényre,
- Egy eladó lyány a tűzre venyigét rak
- Vasalót tüzesít
- Héjából időnként tűzre tesznek sokat
- Tűzkígyókat rajzol,
- Gondűző pipáját tűzbe meríti.
- S keble áttüzesül és arca felpirul
- Este van, este van... a tűz sem világit

## A vers
| Este van, este van: kiki nyúgalomba! Feketén bólingat az eperfa lombja, Zúg az éji bogár, nekimegy a falnak, Nagyot koppan akkor, azután elhallgat. Mintha lába kelne valamennyi rögnek, Lomha földi békák szanaszét görögnek, Csapong a denevér az ereszt sodorván, Rikoltoz a bagoly csonka, régi tornyán. Udvaron fehérlik szőre egy tehénnek: A gazdasszony épen az imént fejé meg; Csendesen kérődzik, igen jámbor fajta, Pedig éhes borja nagyokat döf rajta. Ballag egy cica is - bogarászni restel - Óvakodva lépked hosszan elnyult testtel, Meg-megáll, körűlnéz: most kapja, hirtelen Egy iramodással a pitvarba terem. Nyitva áll az ajtó; a tüzelő fénye Oly hivogatólag süt ki a sövényre. Ajtó előtt hasal egy kiszolgált kutya, Küszöbre a lábát, erre állát nyujtja. Benn a háziasszony elszűri a tejet, Kérő kis fiának enged inni egyet; Aztán elvegyűl a gyermektársaságba, Mint csillagok közé nyájas hold világa. Egy eladó lyány a tűzre venyigét rak: Ő a legnagyobb s szebb... a hajnali csillag. Vasalót tüzesít: új ruhája készen, Csak vasalás híja,... s reggel ünnep lészen. Körűl az apróság, vidám mese mellett, Zörgős héju borsót, vagy babot szemelget, Héjából időnként tűzre tesznek sokat: Az világítja meg gömbölyű arcukat. A legkisebb fiú kenyeret kér s majszol; Üszköt csóvál néha: tűzkigyókat rajzol. Olvas a nagyobbik nem ügyelve másra: E fiúból pap lesz, akárki meglássa! Legalább így szokta mondani az apjok, Noha a fiú nem imádságon kapkod: Jobban kedveli a verseket, nótákat, Effélét csinálni maga is próbálgat. | Pendül a kapa most, letevé a gazda; Csíkos tarisznyáját egy szegre akasztja; Kutat az apró nép, örülne, ha benne Madárlátta kenyér-darabocskát lelne. Rettenve sikolt fel, amelyik belényul: Jaj! valami ördög... vagy ha nem, hát... kis nyúl! Lesz öröm: alunni se tudnak az éjjel; Kinálják erősen káposzta-levéllel. A gazda pedig mond egy szives jó estét, Leül, hogy nyugassza eltörődött testét, Homlokát letörli porlepett ingével: Mélyre van az szántva az élet-ekével. De amint körülnéz a víg csemetéken, Sötét arcredői elsimulnak szépen; Gondüző pipáját a tűzbe meríti; Nyájas szavu nője mosolyra deríti. Nem késik azonban a jó háziasszony, Illő, hogy urának ennivalót hozzon, Kiteszi középre a nagy asztalszéket, Arra tálalja fel az egyszerü étket. Maga evett ő már, a gyerek sem éhes, De a férj unszolja: „Gyer közelebb, édes!” Jobb izű a falat, ha mindnyájan esznek, - Egy-egy szárnyat, combot nyujt a kicsinyeknek. De vajon ki zörget? „Nézz ki, fiam Sára: Valami szegény kér helyet éjtszakára: Mért ne fogadnók be, ha tanyája nincsen, Mennyit szenved úgy is, sok bezárt kilincsen!” Visszajő a lyánka, az utast behíván. Béna harcfi lép be, sok jó estét kíván: „Isten áldja meg a kendtek ételét is, (Így végezi a szót), meg az emberét is.” Köszöni a gazda: „Része legyen benne: Tölts a tálba anyjok, ha elég nem lenne.” Akkor híja szépen, hogy üljön közelébb - Rá is áll az könnyen, bár szabódik elébb. Éhöket a nagy tál kívánatos ízzel, Szomjukat a korsó csillapítja vízzel; Szavuk sem igen van azalatt, míg esznek, Természete már ez magyar embereknek. | De mikor aztán a vacsorának vége, Nem nehéz helyen áll a koldus beszéde; Megered lassanként s valamint a patak, Mennél messzebbre foly, annál inkább dagad. (1)Beszél a szabadság véres napjairul, S keble áttüzesül és arca felpirul, Beszél azokról is - szemei könnyben úsznak - Kikkel más hazába bujdosott... koldusnak. Elbeszéli vágyát hona szent földére, Hosszu terhes útját amíg hazaére. (2)Az idősb fiú is leteszi a könyvet, Figyelmes arcával elébb-elébb görnyed; És mihelyt a koldús megáll a beszédben: „Meséljen még egyet” - rimánkodik szépen. „Nem mese az gyermek,” - így feddi az apja, Rátekint a vándor és tovább folytatja: Néma kegyelettel függenek a szaván Mind az egész háznép, de kivált a leány: Ez, mikor nem hallják, és mikor nem látják, Pirulva kérdezi tőle... testvérbátyját: Három éve múlik, hogy utána kérdez, Még egy esztendőt vár, nem megy addig férjhez. Este van, este van... a tűz sem világit, Kezdi hunyorgatni hamvas szempilláit; A gyermek is álmos, - egy már alszik épen, Félrebillent fejjel, az anyja ölében. Gyéren szól a vendég s rá nagyokat gondol; Közbe-közbe csupán a macska dorombol. Majd a földre hintik a zizegő szalmát... S átveszi egy tücsök csendes birodalmát. |

(1851. április 10.)